# 魯明哲
魯明哲（1963年12月4日—），中華民國政治人物，中國國民黨籍，現任立法委員，曾任桃園縣中壢市市長、桃園市議會議員、中壢市市民代表。

## 生平
魯明哲的父親魯鳳三為八二三炮戰時前線中校營長。魯明哲出生於臺北市大直圓山二村，高中就讀臺北市立建國中學，畢業於國立政治大學企管學系、元智大學企業管理系碩士。
1984年來到中壢陸軍士校，加入領導士官班行列，受訓半年，服役4年退伍，並於下士退伍後在中壢服務超過20年，曾任中壢市客委會召集人、南亞技術學院企管系講師、社區終身教育協會理事長、救國團工青四隊召集人。

### 從政經歷
- 1998年6月13日，當選中壢市民代表
- 2002年1月26日，當選第15屆桃園縣議員。
- 2005年12月3日，當選第16屆桃園縣議員。
- 2009年12月5日，中國國民黨開放競選，並參選中壢市長當選，成為桃園市升格前末任的中壢市長。
- 2014年11月29日，參選第一屆桃園市議員選舉，在桃園市第七選區(中壢)當選首屆桃園市議員。[2]
- 2018年11月24日，以最高票連任第二屆桃園市議員。
- 2020年1月11日，在桃園市第三選舉區當選第十屆立法委員。[3]
- 2024年1月13日，連任成功，桃園市第三選舉區第十一屆立法委員。

### 面臨罷免
在2025年初，他被當區選民提出要罷免，罷免團體指出他對許多爭議性法案都沒有清楚表明立場，還提議刪減文化幣的預算，對青年藝文資源造成打擊。
罷免魯明哲的公民團體在推動罷免時多次遭到阻攔，甚至還受到假訊息攻擊，例如提供錯誤的連署時間和地點，讓想簽連署的民眾白跑一趟，而對罷免團體產生反感。

## 選舉紀錄
| 年度 | 選舉屆數               | 選舉區           | 所屬政黨   | 得票數  | 得票率 | 當選標記 | 備註 |
| ---- | ---------------------- | ---------------- | ---------- | ------- | ------ | -------- | ---- |
| 1998 | 第十四屆桃園縣議員選舉 | 桃園縣第七選舉區 | 新黨       | 3,399   | 3.15%  |          |      |
| 2002 | 第十五屆桃園縣議員選舉 | 桃園縣第七選舉區 | 親民黨     | 6,038   | 5.66%  |          |      |
| 2005 | 第十六屆桃園縣議員選舉 | 桃園縣第七選舉區 | 親民黨     | 12,908  | 8.49%  |          |      |
| 2009 | 第十二屆中壢市市長選舉 | 桃園縣中壢市     | 中國國民黨 | 54,278  | 37.83% |          |      |
| 2014 | 第一屆桃園市議員選舉   | 桃園市第七選舉區 | 中國國民黨 | 26,379  | 14.69% |          |      |
| 2018 | 第二屆桃園市議員選舉   | 桃園市第七選舉區 | 中國國民黨 | 23,056  | 12.28% |          |      |
| 2020 | 第十屆立法委員選舉     | 桃園市第三選舉區 | 中國國民黨 | 100,463 | 47.45% |          |      |
| 2024 | 第十一屆立法委員選舉   | 桃園市第三選舉區 | 中國國民黨 | 102,056 | 46.84% |          |      |

## 爭議

### 刪除文化幣預算
魯明哲曾經公開提案砍「青少年文化幣」預算 ，聲稱「文化幣消費多集中於書店跟出版業，難以達成藝文活動多樣化的目標」。提案引發多位出版、文化工作者抗議，引發輿論反彈後，魯明哲在壓力下撤案。

### 陸配六改四爭議
立委游顥曾提出引發爭議的《臺灣地區與大陸地區人民關係條例第 17 條條文修正草案》，縮短陸配取得臺灣身分證年限（簡稱「陸配六改四），魯明哲亦有份連署草案，但草案後來因輿論而撤回。

## 外部連結
- 魯明哲的Facebook專頁
- 魯明哲的Instagram帳戶
- YouTube上的魯明哲頻道

| 政府职务      | 政府职务                                         | 政府职务                           |
| ------------- | ------------------------------------------------ | ---------------------------------- |
| 中壢市公所    |                                                  |                                    |
| 前任： 葉步樑 | 中壢市市長 第十二屆 2010年3月1日－2014年12月25日 | 末任 改制後：林香美 （中壢區區長） |